# I Wanna Have Your Babies (dal)
I Wanna Have Your Babies Natasha Bedingfield egyik dala.
A dal zenei stílusát a hiphop inspirálta, a dalszöveg arról szól, hogy milyen nehéz megtalálni a megfelelő partnert, aki azután a gyermekei apja lehet. A dal 2007 második negyedévében jelent meg. A pop zenei kritikusoktól vegyes kritikát kapott, akik azt mondták a kislemezről, hogy "kevésbé látványos", mint az előzőek.

## Videóklip
A klipet Dave Meyers rendezte, 2007 januárjában forgatták, Los Angelesben. A nyitó jelenetben Bedingfield egy edzőteremben van egy férfi edzővel. Ezután elképzeli, amint egy parkban vannak és megjelenik egy babakocsi, ezért a férfi ijedten elfut. A következő jelenetben Bedingfield teniszezik és a teniszpartnerével flörtöl. Majd egy motorcsónakban vannak egy kislánnyal, a férfi meglát egy másik párt a vízen és versenyre hívja őket mit sem törődve családjával. A harmadik jelenetben Bedingfield egy szórakozóhelyen van, ahol egy rapper ital küld neki, majd a képzeletbeli házuk előtt egy N.B. monogramos nyakbavalót ad neki, majd elmegy. A végső jelenetben egy kávézóban van, ahol találkozik a pultossal, amint véletlenül összeér a kezük, szinte áramütésszerűen megjelenik egy babaház és rengeteg baba.